# مدرسة المراجعين لدراسات الإسلامية
مدرسة المراجعين في الدراسات الإسلامية أو الاتجاه التنقحي في الدراسات الإسلامية أو المدرسة التنقيحية في الدراسات الإسلامية اتجاه فكري يشكك في اصول سرديات التراث الإسلامي.
حتى مطلع السبعينيات الميلادية كان الباحثين غير المسلمين يقبلون فكرة التدخل الألهي في معظم اصول السرديات الإسلامية ويقبلون أيضا مصداقية تفاسير القرآن والحديث النبوي والسيرة النبوية عوضا عن ذلك استخدم المراجعين مقاربة مصادر النقد في نقد الدين الإسلامي كما درسوا أركيولوجية ونقوش وعملات فترة الإسلام المبكر قد توصل هؤلاء الباحثين إلى ان سرديات التراث الإسلامي كُتبت ما بين 150 إلى 250 بعد محمد وقد تناوله الكتاب والمحدثين بانحياز ولمعوا هذا التراث الإسلامي حتى ظهر بصورته الحالية.
تأسست مدرسة المراجعين في الدراسات الإسلامية في السبعينيات الميلادية وكان روادها جون وانسبرو وتلاميذه أندرو ريبين ونورمان كالدر وجيرالد هوتنج وباتريشيا كرون وميخائيل كوك (أستاذ جامعي) فضلا عن غونتر لولينغ ويهودا نبو وكريستوف لكسنبرغ.
قدموا سرديات تعارض فكرة الفتوحات الإسلامية والإسلام المبكر الذي يقدمه التراثيين الإسلاميين.

## أساس الاطروحة
توجب ان تكون الاحداث في زمن سرديات الإسلام المبكر أرض بكر تمت إعادة البحث فيه وتشكيله بمساعدة منهج النقد التاريخي. لم يتخذ المراجعون القرآن والحديث النبوي مصادرا للبحث بل اعتمدوا على مصادر اولية مغايرة من البيئة المحيطة، زعامين ان الإسلام نشأ نتيجة تكوين طائفة توحيدية شملت العرب واليهود على حدا سواء.لقد تشكلت هذه الطائفة على الحدود الشمالية من شبه الجزيرة العربية بمحاذاة الامبراطورية البيزنطية والفارسية.و قد يكون تحويل اتجاه القبلة من اورشليم إلى مكة هو صدى لهذه الطائفة المبكرة.
يرى المراجعون ان ذيوع الإسلام كان نتيجة حركة لا صلة لها بدين الإسلام الحالي; بمجرد تسنم الامويين الحكم (661–750) تشكلت هوية الإسلام، وانتقلت السرية الاصلية إلى الجزيرة العربية.
أصل الإسلام المبكر:
- لم ينشأ الإسلام في مجتمع مشرك في قلب الصحراء، بل في بيئة تعرف عن ظهر قلب النصوص اليهودية والمسيحية. لم تكن كلمة كفار تعني هؤلاء المشركين انما تعني الموحدين الذين انحرفوا قليلا عن التوحيد.الكفر في اللغة العربية تعني غطى وستر أي انهم ستروا ايمانهم وحرفوا النصوص.

- كانت العلاقة بين اليهود والمسلمين قريبة جدا في زمن الإسلام المبكر.كان اليهود يدعون بالمؤمنين وهم جزء من الامة، وأما فيما يخص النصوص المعادية لليهود على سبيل المثال مثل سرديات قتل بنو قريظة أتت بعد محمد أي بعد انفصل اليهودية عن الإسلام.

موقع الإسلام المبكر:
- الاوصاف الجغرافية في القرآن لا تتناسب مع مكة.يزعم المراجعون ان موقع الإسلام الحقيقي في شمال الجزيرية العربية مثل البتراء في الأردن.

انتشار الإسلام:
- لم يكن انتشار الإسلام على الارجح اسلامي خالص أو له علاقة بحراك ديني انما كان انتشار علماني ولم يكن نتيجة قهر الشعوب التي لا تدين بالإسلام.

إعادة تشكيل الإسلام المبكر:
- ثمة على الاقل مرحلتين بعد محمد كانتا ذات أهمية عظمى في تكوين الإسلام لاحقا:

- في الفترة الأولى تكونت هوية سردية الإسلامية تحت ظلال الدولة الاموية (661–750) ولاسيما في عهد عبد الملك بن مروان (647-705) الذي ألبسها ثوبا عربيا اسلاميا.تم بناء قبة الصخرة في عهده ومن هنا ظهرت لأول مرة كلمة اسلام حتى تلك اللحظة كان المسلمين يدعون انفسهم بالمؤمنين والعملات التي سكت في تلك الفترة كانت تحمل رموز مسيحية.قام عبد الملك بن مروان بدور كبير في تنقيح نصوص القرآن.

- في الفترة الثانية كانت في عهد الدولة العباسية (750–1258) وفي احضان هذه الدولة كتبت بدايات السردية الإسلامية بكل حذافيرها، وبما ان العباسين قد حازوا قصب النصر في تنافسهم مع الامويين في الحكم كان لهم اليد الطولى في شرعنة هذا السلطان. وقد تسربت هذه الحركة إلى النصوص التراثية.